# Classe Baleares
Classe Baleares est une classe de frégates lance-missiles de l'armada espagnole construite en Espagne.

## Description
Version agrandie de la classe Knox américaine, Ces frégates arrivent dans la marine en 1973 ou elles complètent ou remplacent les destroyers de Classe Pizarro, la Classe Lepanto, la Classe Churruca, la Classe Audaz, la Classe Oquendo et la Classe Liniers, dépourvus de capacité en missiles. Ils sont suivis par la Classe Santa María. Ils ont été remplacés peu à peu par la Classe Álvaro de Bazán.

## Armement
Il est équipé de lance-missiles Mk 13 et de roquettes anti-sous-marines RUR-5 ASROC.

## Dotation
| Nom              | Identifiant | Fabricant    | Entrée en service | Retrait du service | Emploi actuel       | Indicatif d'appel | Image |
| ---------------- | ----------- | ------------ | ----------------- | ------------------ | ------------------- | ----------------- | ----- |
| Baleares (en)    | F-71        | Bazán-Ferrol | 1973              | 2004               | En attente          |                   |       |
| Andalucía (en)   | F-72        | Bazán-Ferrol | 1974              | 2005               | Utilisé comme cible |                   |       |
| Cataluña (en)    | F-73        | Bazán-Ferrol | 1975              | 2004               | Utilisé comme cible |                   |       |
| Asturias (en)    | F-74        | Bazán-Ferrol | 1975              | 2009               | Utilisé comme cible |                   |       |
| Extremadura (en) | F-75        | Bazán-Ferrol | 1976              | 2006               | En attente          |                   |       |

## Navires comparables
- Classe Leander
- Classe Knox